# München leuchtet
Die Medaille München leuchtet (eigentlich München leuchtet – Den Freundinnen und Freunden Münchens) ist eine offizielle Ehrung für besondere Verdienste um München, verliehen durch die bayerische Landeshauptstadt München.

## Beschreibung
Die Medaille wird seit 1961 in Gold, Silber oder Bronze an Persönlichkeiten, Politiker, ehrenamtliche Helfer und andere besonders verdiente Münchener verliehen. 
Der Name der Medaille geht auf Thomas Manns Novelle Gladius Dei zurück. In ihr kommt der Satz München leuchtete. im Kontext einer ironischen Auseinandersetzung mit der Kunststadt München vor. Der Ausspruch München leuchtet dagegen, der mittlerweile auch in Reportagen und in der Werbung verwendet wird, bringt – ohne ironischen Unterton – Stolz auf die Stadt München zum Ausdruck.
Ehrenamtliche und berufsmäßige Stadtratsmitglieder, Vorsitzende und Mitglieder von Bezirksausschüssen, des Seniorenbeirats und des Ausländerbeirats sowie Mitglieder der Freiwilligen Feuerwehr, Schulweghelfer und Vorsitzende der Berufsschulbeiräte, der Elternbeiräte an Volks- und Sonderschulen, Realschulen und Gymnasien erhalten die Medaille nach einer bestimmten Anzahl von Dienstjahren.

## Preisträger (Auswahl)

### 1956 bis 2000
- 1956
  - Siegfried Sommer in Silber
- 1957
  - Adolf Hieber in Silber
- 1963
  - Theodor Georgii
- 1964
  - Wolfgang Vogelsgesang in Bronze
- 1965
  - Romano Guardini in Gold
- 1966
  - Ludwig Wörl in Gold
- 1968
  - Adolf Hieber in Silber
  - Alfred Haas
  - Rolf Cavael
- 1969
  - Leo Baerwald
- 1970
  - Felix Buttersack in Gold
- 1972
  - Peter Kreuder
  - Adolf Hieber in Gold
- 1973
  - Kurt Wilhelm Lentrodt
- 1976
  - Klaus Piper in Gold
  - Heinz Burghart
  - Hermann Heimpel
  - Franz Schönhuber in Gold (1992 freiwillig zurückgegeben)
- 1978
  - Alexander Fischer
  - Wolfgang Vogelsgesang in Silber
  - Theodor Hellbrügge
- 1979
  - Georg Rückert in Gold
- 1980
  - Wolfgang Vogelsgesang in Gold
  - Franz Josef Delonge in Gold
  - Ellis Kaut
  - Siegfried Sommer in Gold
  - Rolf Goldschagg
  - Hermine von Parish in Gold
  - Franz Xaver Dorsch[2]
- 1981
  - Oskar Wagner
  - Beppo Brem in Gold
  - Georg Blädel
  - Hildegard Hamm-Brücher in Gold
- 1982
  - Erna Dinklage
  - Lotte Roth-Wölfle
  - Walther Diehl in Silber
- 1983
  - Johannes Heesters
  - Elfi Zuber in Silber
- 1984
  - Alexander von Branca
  - Willi Wolf
  - Paul Schallweg
- 1985
  - Herbert Frankenhauser in Gold
  - Max Lacher in Gold
  - Erwin Hausladen
- 1986
  - Bele Bachem
  - Adolf Hartmut Gärtner
  - Peter Gauweiler in Gold
  - Oswald Malura in Silber
  - Karl Ude
- 1987
  - Heinz Friedrich in Gold
  - Erni Singerl in Silber
  - Gustl Bayrhammer in Silber
- 1988
  - Karl Klühspies in Gold
  - Erwin Shoultz-Carrnoff
  - Klaus G. Saur
- 1990
  - Alf Lechner, Heidrun Kaspar in Gold
  - Willy Purucker
  - Rolf Nida-Rümelin
  - Ruth Kiener-Flamm
  - Hans Oberndorfer in Bronze
- 1991
  - Helmut Fischer
  - Hans Werner Henze in Gold
  - Romuald Pekny in Gold
  - Eckart Witzigmann in Silber
- 1992
  - Hans Dieter Beck
  - Fritz Lutz
  - Dieter Hildebrandt
  - Georg Solti
  - Hans Werner Richter
- 1993
  - Gerhard Müller-Rischart in Silber
  - Hermann Lenz
  - Grete Weil in Gold
  - Henny Seidemann
  - Dieter Soltmann in Gold
- 1994
  - Doris Schmidt
- 1995
  - Willy Purucker
  - Frederic Vester
  - Tankred Dorst in Gold
- 1996
  - Georg Maier
  - Hans-Peter Dürr
  - Theater44
  - Christel Sembach-Krone
- 1997
  - Dieter Hildebrandt in Gold
- 1998
  - Ernst Otto Fischer in Gold
- 1999
  - Rupert Stöckl in Gold
  - Bernhard Wicki in Gold
- 2000
  - Marianne Koch
  - Peter Kafka
  - Claus Roxin
  - Hubert Burda in Gold
  - Martin Löwenberg in Silber
  - Helmut Ebert und Thomas Hasselwander in Silber für deren Verdienste um das Pasinger Archiv

### 2001 bis 2010
- 2001
  - Heinrich Hugendubel in Gold
  - Giovanni di Lorenzo
  - Dagmar Nick in Silber
  - Jessica Iwanson in Silber „für ihre Verdienste um den zeitgenössischen Tanz“
  - Maria Imma Mack
  - Josef Adolf Schmoll genannt Eisenwerth in Silber
  - Alois Brem in Silber
  - Franz Geiger
  - Ingvild Goetz in Silber
- 2002
  - Rolf Castell in Silber u. a. für seine besondere künstlerische Leistung als Schauspieler in zahlreichen Fernsehfilmen
  - Heinz Sielmann in Silber in Anerkennung seiner Verdienste als Naturschützer und Tierfilmer
  - Franz Beyer in Silber
  - Engelbert Siebler in Gold
  - Dionys Zink
  - Manfred Stauber in Silber
  - Klaus von Gaffron in Silber
  - Doris Schade in Gold
  - Jutta Speidel in Gold
  - Christoph Vitali in Gold
  - Christian Ude
  - Gisela Oberloher in Gold
- 2003
  - Senta Berger in Gold für ihre großen schauspielerischen Leistungen und ihr Engagement für soziale, ökologische und humanitäre Projekte
  - Michael Verhoeven in Gold für seine großen und vielseitigen Leistungen als Regisseur und Produzent
  - Caroline Link in Gold für ihre Verdienste um die Filmstadt München
  - Hanne Hiob in Silber für ihre Verdienste um die Filmstadt München
  - Stephan Braunfels in Gold für seine Verdienste um die Landeshauptstadt München
  - Edmund Lengfelder in Silber für seine Verdienste um die Hilfe für Opfer der Reaktorkatastrophe von Tschernobyl
  - Richard Grimm in Gold
  - Hanns-Jörg Dürrmeier in Gold
  - Jürgen Nehls in Gold
- 2004
  - Ruth Leuwerik in Gold für ihre herausragenden Leistungen und ihr Lebenswerk als Schauspielerin
  - Rolf Zehetbauer in Gold für seine Verdienste um die Filmstadt München
  - Fredl Fesl in Silber in Anerkennung seiner großen Leistungen als Musikkabarettist und Autor
  - Hans Dollinger in Silber
  - Gisela Dialer-Jonas alias Schwabinger Gisela in Gold
  - Peter Neuhauser in Gold
  - Robert Peklo in Gold
- 2005
  - Franz Xaver Bogner in Gold für seine Verdienste um die Filmstadt München
  - Max Mannheimer in Gold für seine Verdienste um Aussöhnung und Toleranz
  - Kurt Faltlhauser in Gold für seine zahlreichen Verdienste um die Landeshauptstadt
  - Susanne Porsche und Gerhard Ohneis in Gold für ihre großen Verdienste um die Stadt München
  - Wilfried Blume-Beyerle, Gabriele Friderich, Angelika Gebhardt, Friedrich Graffe, Christiane Thalgott und Elisabeth Weiß-Söllner in Gold  für 12 Jahre Stadtratszugehörigkeit
- 2006
  - Iris Berben in Gold
  - Zubin Mehta in Gold
  - Winfried Nerdinger in Gold
  - Die Stadträte Siegfried Benker, Beatrix Burkhardt, Helmut Pfundstein, Boris Schwartz, Sven Thanheiser, Mechthild von Walter und Mechthilde Wittmann in Gold
  - Ursula Sabathil in Gold
  - Herbert Peters in Silber
  - Heinz Brachvogel in Silber
  - Kurt Suttner in Bronze
- 2007
  - Ingrid Anker und Reinhold Babor in Gold für mehr als zwölfjährige Stadtratszugehörigkeit
  - Bernd Eichinger in Gold für seine Verdienste um die Filmstadt München
  - Ursula Haeusgen in Silber für ihre Verdienste um das literarische Leben in München
- 2008
  - Ronald Aster in Bronze für seine Verdienste als Leiter des Freizeittreff Freimann
  - Heinz Gebhardt in Silber für seine Verdienste um München als Fotograf und Fotohistoriker
  - Hannelore Kiethe in Silber für die Mitgründung und den Vorsitz der Münchner Tafel
  - Frohmut Kurz in Bronze für seine lange ehrenamtliche Mitarbeit beim Verein „Helfende Hände“
  - Gerhard Müller-Rischart in Gold für seine Verdienste um die Stadt u. a. als Kunstmäzen (RischArt-Projekt)
  - Josef M. Redl in Silber für seine vielen ehrenamtlichen Funktionen und zahlreichen persönlichen Initiativen
  - Erich Scheibmayr in Silber für seine Verdienste um das Münchner Friedhofswesen[3]
  - Klaus Peter Schreiner in Silber für dessen Verdienste um das Kabarett, speziell auch um die Lach- und Schiessgesellschaft
  - Jörg Hube in Gold
  - Marlene Neubauer-Woerner in Silber
  - Robert Brannekämper, Marianne Brunner, Eva Maria Caim, Fiorenza Colonella, Theodoraos Gavras, Stefanie Jahn, Heidemarie Köster, Jutta Koller, Andreas Lorenz, Brigitte Meier, Thomas Niederbühl, Richard Quaas, Alexander Reissl und Claudia Tausend in Gold für 12 Jahre Stadtratszugehörigkeit
  - Johann Altmann, Christian Baretti, Guido Gast, Jens Mühlhaus, Sedef Özakin und Max Straßer in Silber für sechs Jahre Stadtratszugehörigkeit
- 2009
  - Blechschaden in Blech zum 25-jährigen Jubiläum
  - Michaela May in Gold
  - Joseph Vilsmaier in Gold
  - Peter Lilienthal in Gold
  - Karl Daumer in Silber
  - Antje Kunstmann in Silber
  - Guido Vael in Silber
  - Ferdinand Schmid in Gold
- 2010
  - Henning Wiesner in Gold
  - Rosi Mittermaier und Christian Neureuther in Gold
  - Peter Lanz in Gold
  - Dirk Ippen in Gold
  - Karl-Heinz Knoll in Gold
  - Angelica Hagenstein in Gold
  - Hans Bauer in Gold
  - Friedhelm Kemp in Silber

### 2011 bis 2020
- 2011
  - Gerd Anthoff in Gold für seine hervorragenden Leistungen als bayerischer Fernseh-, Theater- und Volksschauspieler
  - Verena Bentele und Katarina Witt für ihren Einsatz bei der Bewerbung Münchens für die Austragung der Olympischen Winterspiele 2018[4]
  - Margit Bönisch, Intendantin der Komödie im Bayerischen Hof, für ihre Verdienste um die Münchner Theaterlandschaft während ihrer 20-jährigen Leitung des drittgrößten Sprechtheaters der Stadt – in Silber
  - Steffen Kuchenreuther (September) in Gold
  - Alexandra Gaßmann (September)
  - Karl Bucher (September) in Silber
  - Joseph Triebenbacher (August) in Silber
  - Hans Georg Lößl (Mai) in Silber
  - 11 Notärzte/-innen und 12 Einsatzleiter/-innen (Mai)
  - Mitglieder der Gewerkschaft (Barbara Schreyögg, Max Panzer, Ernst Antoni und Heinz Haslbeck) (Mai) in Silber
  - Hans Haumer (Mai) in Silber
  - Alois Baumgartner (April) in Silber
  - Wolfgang Roucka (März) in Silber
  - Lising Pagenstecher (März) in Silber
  - Fritz Wickenhäuser (Februar) in Silber
  - Harry Beyer (Januar) in Silber
- 2012
  - Die Mitglieder der Spider Murphy Gang in Gold
  - Gerhard Polt in Gold
  - Miroslav Nemec und Udo Wachtveitl in Gold
  - Wolfgang Beck in Gold
- 2013
  - Lothar Schirmer und Bruno Jonas in Gold
  - Bernd Rauch in Gold
- 2014
  - 21 Münchner Stadträte in Gold: Christian Amlong, Josef Assal, Oliver Belik, Ulrike Boesser, Lydia Dietrich, Ömer-Yasar Fincan, Nikolaus Gradl, Sabine Krieger, Michael Lonhart, Ingo Mittermaier, Christian Müller, Gabriele Neff, Marian Offman, Manuel Pretzl, Klaus-Peter Rupp, Josef Schmid, Irene Schmitt, Johann Stadler, Christa Stock, Brigitte Wolf und Beatrix Zurek
  - Herlinde Koelbl in Gold
  - Ottfried Fischer in Gold
  - Ulrich Wechsler in Gold
  - Susanne Breit-Keßler in Gold
  - Konstantin Wecker in Gold
  - Gerhard Schmitt-Thiel in Silber
  - Hugo Höllenreiner in Silber
- 2015
  - Uschi Glas in Gold
  - Geistlicher Rat Pfarrer Herbert Kellermann in Silber
  - Ludwig Spaenle in Bronze
- 2016
  - Maria Grassinger, Ernst Wollowicz, Rosemarie Hingerl, Edeltraut Edlinger und Rupert Saller in Gold
  - Bärbel Häfele, Josef Kirchmeier, Frank Otto, Marcus Buschmüller, Heiner Keupp, Ilse Franke, Andreas Höchstetter, Christoph Keil, Thomas Zerle, Stefan Baumann, Christof Reithinger, Klaus Stauder, Daniel Czech, Thomas Rümmele, Thomas Backer, Andreas Igl, Christian Haumayr, Axel Bosbach, Hannes Klapszus, Erik Strauch, Andreas Lethmair und Klaus Trapp in Silber
  - Barbara Herbst, Berndt Hirsch, Klaus Mai, Margarethe Merk, Nicole Meyer, Thomas Schwed, Norbert Weigler, Reinhold Wirthl, Thomas Rausch, Sonja Brandtner, Otto Brunner, Wolfgang Emmerich, Karls Fraß, Josef Hillreiner, Michael Krebs, Ludwig Kreuzer, Georg Miller, Korbinian Roider, Ludwig Schneider, Christoph Schütte, Ivonne Ohse, Maximilian Braun, Christoph Werner, Manuel Englberger, Alexander Schwanzer, Michael Sentef, Bernhard Meßmer, Thorsten Sieber, Christian Göke, Michael Gruber, Dalibor Dinic, Korbinian Sammer, Christian Röhlk, Andreas Abend, Bernhard Grau und Dietmar Holzapfel in Bronze
- 2017
  - Eckart Witzigmann, Dieter Hanitzsch, Albert Knoll, Edmund Radlinger, Lilli Kurowski in Gold
  - Christine Ostermayer, Emmanuel Rotter, Asta Scheib, Elisabeth Hollerbach-Schliebener, Marlies Kirchner, Franz Lindinger, Alexander Bothner, Roman Stärkl, Oliver Frase, Alexander Kull, Stefan Bierling, Robert Maringer, Stefan Reiter, Stefan Sattler, Andreas Höchstetter, Hannes Klapszus, Armin Bouda, Regina Königsbauer und Martina Meier, Herbert Danner, Eva Döring, Silvia Elstner-Schibalski, Falk Lamkewitz, Ingrid Mitkin, Wilhelm Schneider in Silber
  - Monika Burger, Nicosia Nieß, Werner Eckhardt, Karin Braun, Renate Brunsch, Josef Christian, Anja Ehren, Ulrike Eingartner, Dagmar Huber, Almut von Joeden, Heidemarie Kühnel, Heidi Lochner, Renate Lotte, Gisela Mesan, Christine Mühl, Roswitha Riederer, Birgit Siebauer, Dorothea Sörgel, Manuela Stadler, Ursula Switalla, Ruth Türei, Christine Wagner, Manuela Weishäupl, Hildegard Wiesinger, Hannelore Worch, Angelika Zierl, Alexander Aichwald, Janet Blume, Michael Dörrich, Wolfgang Neumer, Florian Bieberbach, Thomas Kassner, Thomas Theisen, Daniel Engelhardt, Benjamin Rossa, Dominik Rossa, Johannes Breitensträter, Florian Mödl, Michael Scharf, Fabian Appel, Melanie Simon, Maximilian Peglau, Georg jun. Angermair, Iris Fischbeck, Dierk Beyer, Claudius Blank, Philipp Boß, Andreas Graf, Ludwig Schröder, Manuel Wimmer, Norbert Bettinger, Nasim Aslan, Hubert Ehm, Wolfgang Gräubig, Rudolf Hogger, Hermann Huber, Alfred Lang, Friedrich Paschke, Stojan Radovanov, Rahel Urban und Hermann Vogelsang in Bronze
- 2018
  - Sibylle Stotz in Gold
  - Rudolf Lee, Nadja Rackwitz-Ziegler, Carole Boehm, Karl Stankiewitz, Axel Markwardt, Manfred Probst, Conrad Mayer, Heinz Redmann, Siegfried Böhmke, Jochen Schölch, Günter Moosreiner, Ulrike Dissmann in Silber
  - Michael Stegner, Henning Schroedter-Albers in Bronze
- 2019
  - Christian Springer in Gold
  - Reinhard Roos, Petra Nass, Till Hofmann. Ilse Neubauer, Otto Berg, Stefan Zippel in Silber
  - Rudolf Hartbrunner,  Martin Blankemeyer, Peter Wagner, Werner Dilg, Roland Krack in Bronze
- 2020
  - Horst Lischka, Michael Mattar, Bettina Messinger, Sabine Nallinger, Manuela Olhausen, Heide Rieke, Otto Seidl, Constanze Söllner-Schaar, Birgit Volk, Verena Dietl, Florian Roth, Paul Bickelbacher in Gold
  - Tatjana Lukina, Peter Kluska, Georg Felbermayr, Herbert Danner, Cetin Oraner, Thomas Ranft, Jens Röver, Johann Sauerer, Fritz Schmude, Oswald Utz, Andre Wächter, Wolfgang Zeilnhofer, Magdalena Hafner in Silber
  - Brigitte Fingerle-Trischler in Bronze

### 2021–2030
- 2021
  - Johann Stadler, Albert Ederer, Gerd Grüneisl (für Mini-München) in Gold[5]
  - Heike Kainz, Franz Alscher, Karin Angermeier, Walter Barth, Josef Floßmann, Herbert Forster, Wolfgang Jahnke, Klaus Kalms, Thomas Krieger, Christiane Schenk, Alfred Schmidt, Elfriede Schmiedtchen, Hannelore Schrimpf, Otto Steinberger, Martin Tscheu, Anke Wittmann, Fadumo Korn, Reinhard Lachner, Sven Burgemeister, Heinz und Trudi Schulze in Silber
  - Christian Müller, Wolfgang Neumer, Stephan Pilsinger, Peter Reichl, Romanus Scholz, Otto Steinberger, Frieder Vogelsgesang, Elisabeth Wagenknecht, Benedikt Weyerer in Bronze
- 2022
  - Paul Breitner, Richard Progl[6][7] in Gold
  - Andreas Müller-Cyran in Silber
  - Gerd Novak, Manfred Krischer, Petra Meßner in Bronze
- 2023
  - Bernd Zschiesche in Silber
  - Alois Lang, Manfred-Ernst Kienle, Marian und Bernt Lampe, Gertraud Wicht, Josef Stöger, Hanna Prausnitz, Günter Obermeier in Bronze
- 2024
  - Erich Lejeune, Jörg Hoffmann in Gold
  - Kristina Frank in Silber
  - Corina Toledo, Sylvia Holhut, Gerhard Bielmeier, Sönke Lase, Herbert Fuchs, Günther Lamperstorfer, Sabine Holm in Bronze
- 2025
  - Susanne Klatten[8] in Gold
  - Anton Biebl, Anna Hanusch, Hans Theiss,  Helmut Schönenberger, Ludwig Gunkel, Christian Vorländer, Klaus Bichlmayer in Silber
  - Terry Swartzberg, Franz Schiermeier in Bronze